# Kylarmaskering

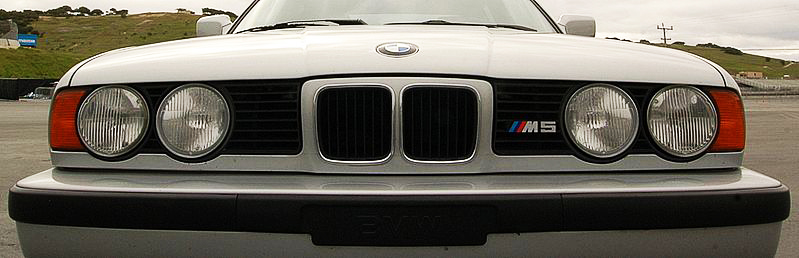
En BMW-grill med de typiska "njurarna" som i många decennier funnits i olika utformningar på BMW:s bilar.

Kylarmaskering eller grill, är en anordning som används för att dölja luftinsläppet till en bils kylare. Den återfinns vanligen mellan främre strålkastarna och nedanför motorhuven. Designen har ofta en stark varumärkesprägel som gör att olika bilmärken är lätta att känna igen.

## Galleri
Bilderna visar några märkestypiska utformningar av kylargrillar.

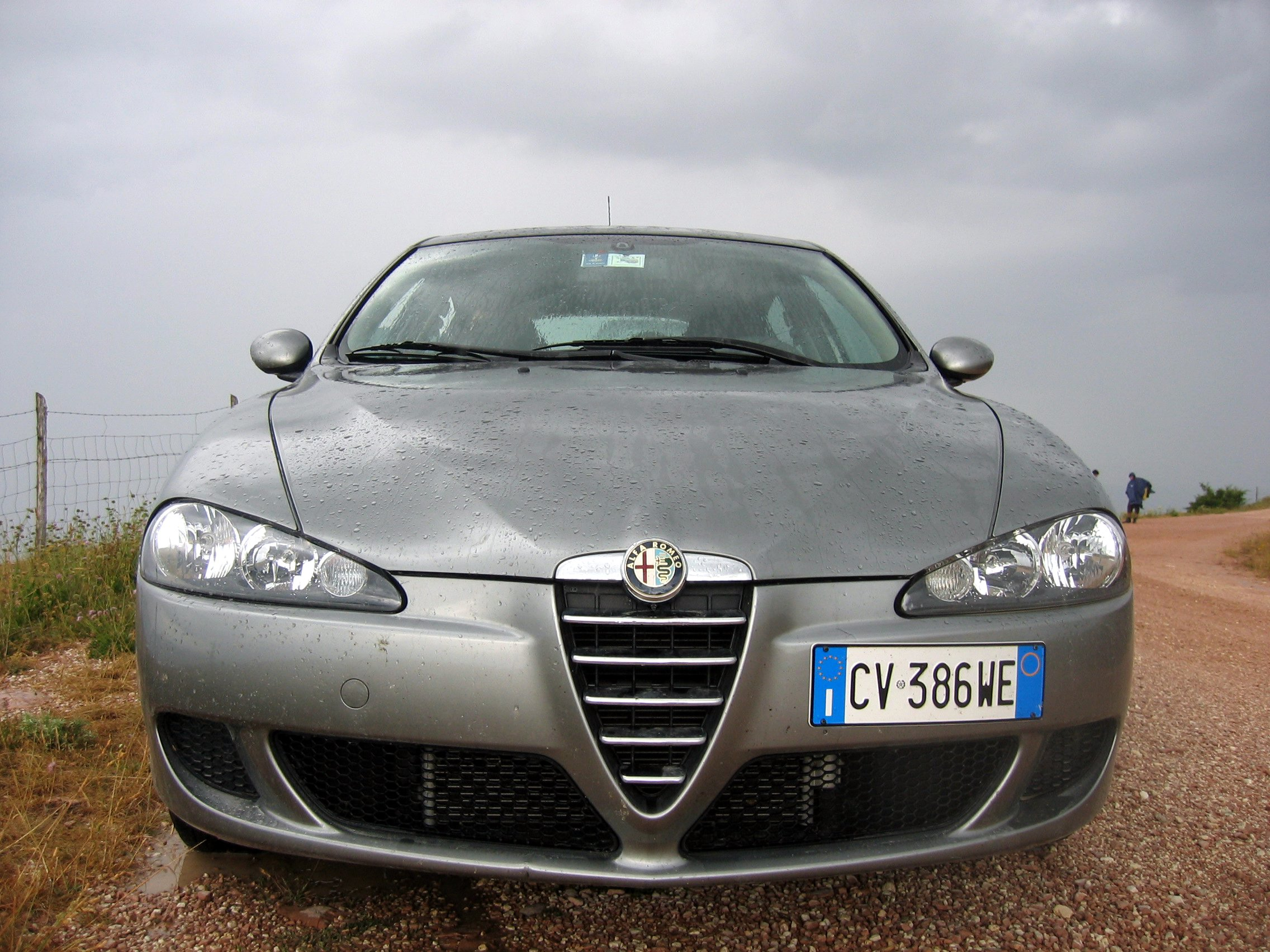
Alfa Romeo, triangelformat mittparti
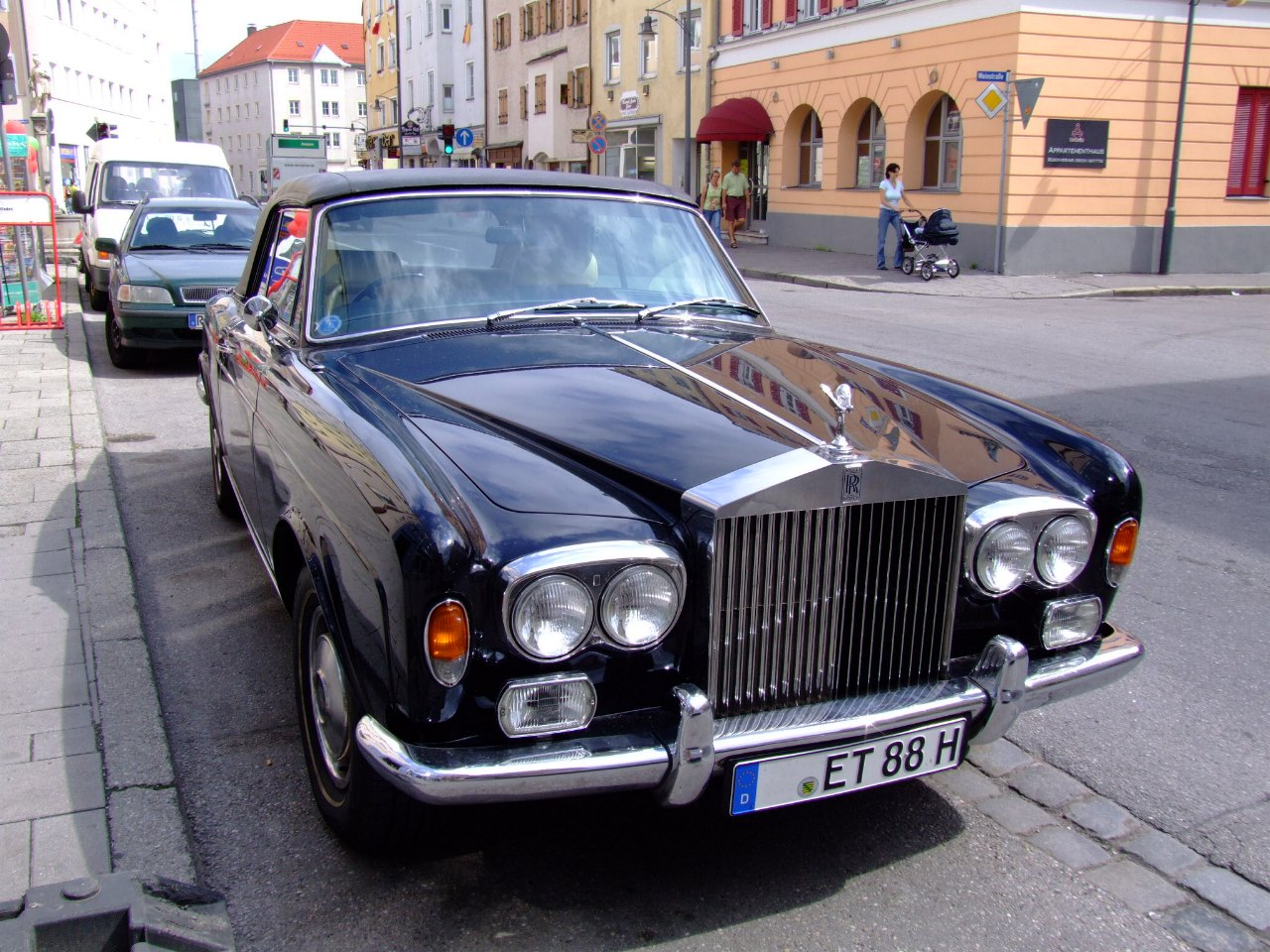
Rolls-Royce, kylargrill av modell "grekiskt tempel", med maskoten Spirit of Ecstasy på toppen.
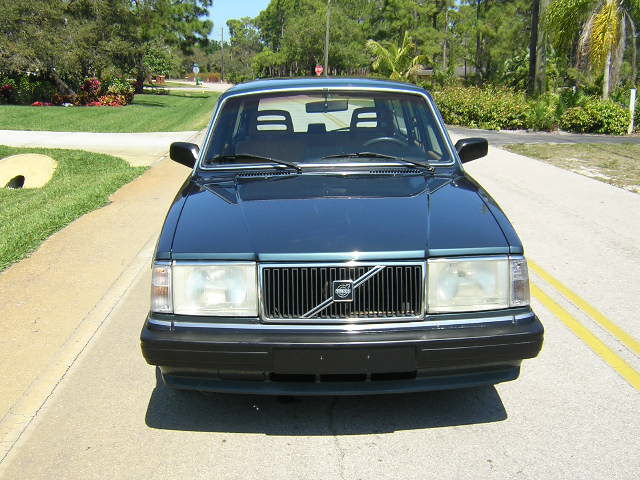
Volvo, rektangulär grill med diagonalt streck med märkesemblem
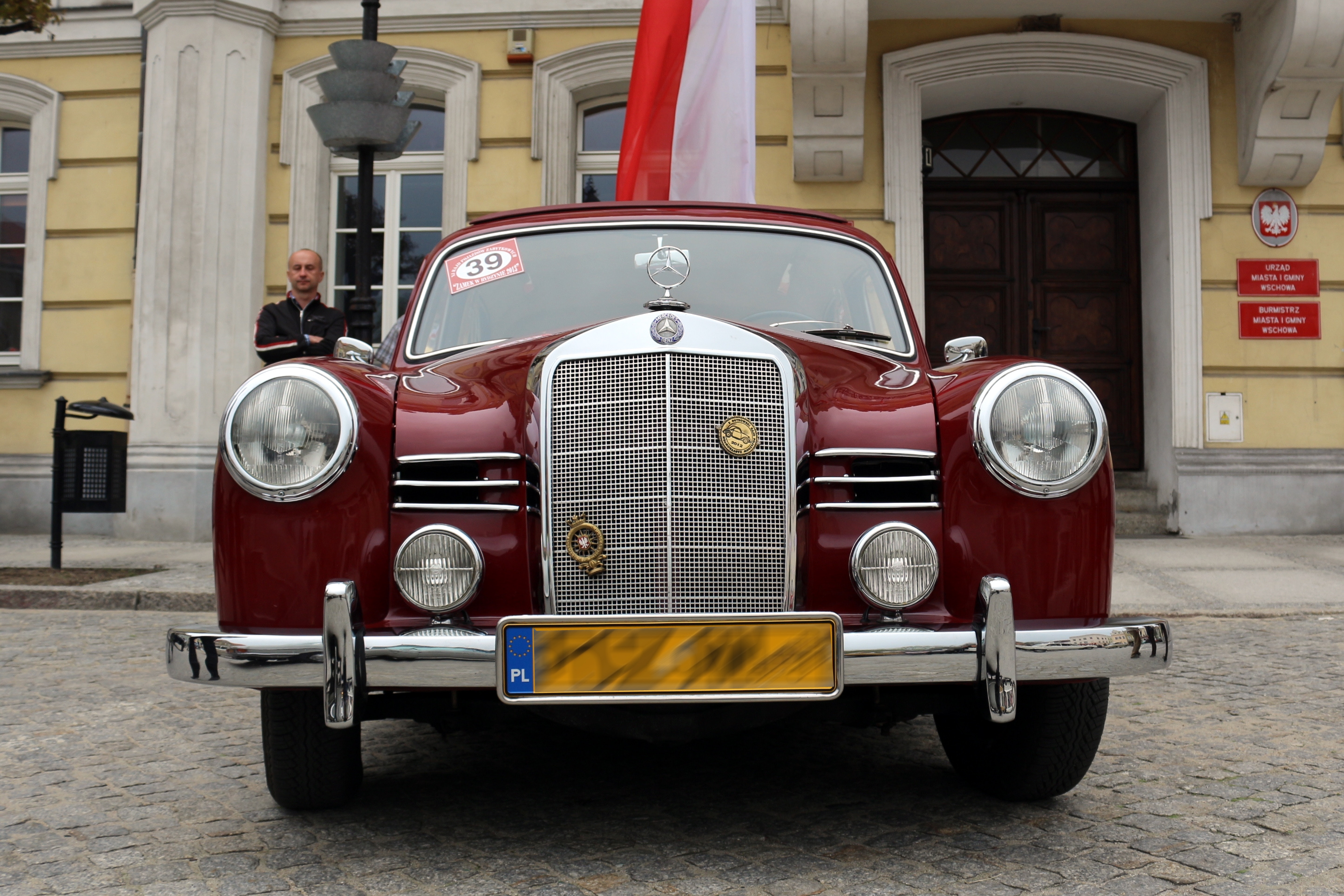
Mercedes har ofta en väldigt typisk kylarmaskering som är lätt att känna igen. Här en äldre Mercedes